# Hvannadalshnúkur
Hvannadalshnúkur (pronunție: [ˈkʰvanːaˌtals-ˌn̥uːkʏr̥]) sau Hvannadalshnjúkur (pronunție: [ˈkʰvanːaˌtalsˌn̥juːkʏr̥]) este un vârf montan aflat pe latura de nord-vest a craterului vulcanului Öræfajökull din Islanda. Având o înălțime de 2.109,6 m, vârful reprezintă punctul de maximă altitudine din Islanda. 

## Toponimie
Numele vârfului înseamnă „vârful văii angelicelor” (în islandeză hvönn). Valea se află deasupra văii Svínadalur și sub creasta Hvannadalshryggur. În direcția Svínadalur, terenul coboară foarte abrupt dinspre Hvannadalshnúkur și numeroși ghețari coboară până în această zonă.

## Înălțimea vârfului Hvannadalshnúkur
Multă vreme s-a considerat că înălțimea vârfului este de 2.119 m, dar după o nouă măsurare efectuată de Oficiul Național Geodezic din Islanda (Landmælingar Íslands) la 4 august 2005, valoarea a fost corectată, stabilindu-se o valoare de 2.109,6 m. Valoarea inițială nu trebuie să fie considerată eronată, modificările în înălțime și lățime nu sunt neobișnuite pentru vulcani. Pe măsură ce o cameră de magmă de sub un vulcan se umple, acesta se extinde. Pe de altă parte, orice erupție ulterioară poate crește înălțimea muntelui, așa cum s-a întâmplat cu vulcanul islandez Hekla în 2000, sau o poate reduce, ca în cazul erupției vulcanului St. Helens din SUA în 1980.

## Geografie
Vulcanul Öræfajökull este cel mai mare vulcan post-glaciar din Islanda și unul dintre cei mai mari din Europa, fiind acoperit de cel mai mare ghețar din Islanda, Vatnajökull (însemnând „Ghețarul Lacului”, numit după lacurile subglaciare aflate sub acesta) care reprezintă și cea mai mare calotă glaciară din Europa. Acest ghețar acoperă 8% din suprafața Islandei și conținea la sfârșitul secolului trecut aproximativ 3.300 km3 de gheață. Grosimea medie a ghețarului era de 400 m, cea mai mare grosime fiind de peste 1.100 m. Cu o suprafață care atingea 8.500 km2, Vatnajökull era mai mare decât toți ghețarii din Europa continentală la un loc. Până în 2017, din cauza încălzirii globale, suprafața ghețarului s-a redus la 7.700 km2, iar volumul la aproximativ 3.000 km3, acesta pierzând mai mult de 15% din volum în ultimul secol, grosimea maximă reducându-se la 950 m.
La partea superioară a vulcanului Öræfajökull există o calderă de 5 km lățime și aproximativ 550 m adâncime, care este umplută cu gheață și din care nouă ghețari se extind spre poale. De la marginea acestei caldere se înalță paisprezece vârfuri, toate mai înalte de 1.500 m, dintre care trei sunt printre cele mai înalte din țară. Hvannadalshnúkur se află în extremitatea nord-vestică a calderei Öræfajökull, vulcanul fiind al treilea ca mărime din Islanda:56.

## Geologie
Öræfajökull este un stratovulcan format în principal în pleistocen, în perioadele glaciale și interglaciale, fiind constituit în mare parte din riolit și bazalt. Caldera sa este ușor alungită în direcția nord-sud, cu un diametru bazal de 23 km și un diametru est-vest de 21 km. Roca de bază este mai veche în partea nord-vestică, datând de acum 2,78–0,78 milioane de ani:56. Vârful principal, Hvannadalshnúkur, este format din roci vulcanice bogate în silicați, fiind acoperit în mare măsură de gheață. Se înalță peste platoul de gheață din calderă cu aproximativ 200 m.
Două erupții puternice au fost documentate după colonizarea Islandei, în anii 1362 și 1727, acestea afectând grav așezările umane din zonă.

## Climă
Vara, condițiile de pe Hvannadalshnúkur sunt relativ blânde, cu temperaturi cuprinse între 5 și 15°C, vremea fiind variabilă și adeseori imprevizibilă. Vara, zilele sunt mai lungi și condițiile meteo mai favorabile. În timpul iernii, condițiile pe Hvannadalshnúkur sunt extreme, cu precipitații abundente sub formă de zăpadă. Temperaturile pot scădea sub -10°C, iar vântul poate atinge viteze de până la 100 km/h.

## Prima ascensiune
Cea mai veche înregistrare a unei ascensiuni pe vulcanul Öræfajökull arată că, la 11 august 1794, medicul și naturalistul islandez Sveinn Pálsson a reușit, în cadrul unei expediții de documentare a principalilor vulcani islandezi, prima ascensiune în zona vârfului Hvannadalshnúkur.
Conform altor surse, vârful a fost escaladat pentru prima dată de norvegianul Hans Frisak împreună cu islandezul Jón Árnason la 19 iulie 1813.
Totuși, Societatea Regală de Geografie din Marea Britanie consideră că Sveinn Pálsson a escaladat în 1794 ghețarul Öræfajökull, dar nu și vârfurile care îl înconjoară, prima ascensiune pe vârful Hvannadalshnúkur fiind reușită la 17 august 1891 de britanicul Frederick William Warbrek Howell și ghizii islandezi Páll Jonsson și Thorlakur Thorlaksson.

## Parcul Național Vatnajökull
Parcul Național Vatnajökull [în islandeză Vatnajökulsþjóðgarður, pronunțat ˈvahtnaˌjœːkʏlsˌθjouðˌkarðʏr̥ ( ascultă)], denumit oficial Vatnajökull National Park - Dynamic Nature of Fire and Ice a fost înființat 7 iunie 2008. 
Teritoriul parcului național acoperă în întregime ghețarul Vatnajökull și zone întinse din vecinătate, inclusiv munții centrali și parcurile naționale existente Skaftafell și Jökulsárgljúfr. Parcul național ocupă aproximativ 14% din suprafața Islandei, fiind al doilea cel mai mare parc național din Europa, după Parcul Național Iugîd va (în rusă Югыд ва) din munții Urali din Rusia. Pe teritoriul parcului național se găsesc zece stratovulcani, dintre care opt sunt subglaciari, doi dintre aceștia numărându-se printre cei mai activi din Islanda.
În 2019, parcul național a fost extins și, printre altele, s-au adăugat zonele Herðubreið și Herðubreiðarlindir. La 5 iulie 2019, parcul național a fost inclus în Lista Patrimoniului Mondial UNESCO. În toamna anului 2021, a fost extins spre nord, incluzând Bárðdælaafrét.
Unicitatea Parcului Național Vatnajökull constă în principal în diversele forme de peisaj create de interacțiunea dintre vulcanism, energie geotermală, ghețari și cascade. Parcul Național Vatnajökull este unic în lume datorită istoriei sale geologice, care este bazată în principal pe interacțiunea pe termen lung dintre foc și gheață, prin deplasarea plăcilor tectonice, a magmei și a ghețarilor. Interacțiunea acestor fenomene și a altor forțe care modelează peisajul are ca rezultat o natură diversă și în continuă schimbare. Interacțiunea dintre vulcani și rifturile de sub calota glaciară Vatnajökull ia multe forme, care cea mai spectaculoasă fiind jökulhlaup, o inundație subită cauzată de ruperea marginii unui ghețar în timpul unei erupții vulcanice. Acest fenomen recurent a dus la apariția unor câmpii sandur unice, a sistemelor fluviale și a canioanelor cu evoluție rapidă.

### Floră
Pe crestele de hialoclastite, formațiunile de lavă și piatră ponce din partea de sud-vest a parcului național unde cantitățile de precipitații sunt cele mai mari, domină mușchii (314 specii identificate):130, în special Racomitrium lanuginosum, iar în unele zone aceștia locuri formează până la 90% din toată vegetația. În aceste zone pot fi găsite trei tipuri de habitat care sunt legate de activitatea vulcanică și de clima umedă și nu se găsesc în multe locuri în afara zonelor montane, respectiv ecosisteme de mușchi de lavă care includ specii precum Stereocaulon vesuvianum și Racomitrium ericoides. Oazele cu vegetație densă din zonele Herðubreiðarlindir, Jökulsárgljúfur și în multe locuri situate sub versanții sudici ai Vatnajökull formează un contrast puternic cu zonele pustii, aici găsindu-se o floră bogată de plante superioare. Zona Eyjabakkar este una dintre cele mai întinse zone umede din ținuturile montane ale Islandei. Pădurile de mesteacăn de la marginea de sud-est a Vatnajökull adăpostesc un număr neobișnuit de mare de licheni (287 specii identificate în parcul național):130, inclusiv specii rare precum Umbilicaria virginis:136 și, de asemenea, se găsesc specii rare de plante superioare.
La sud de ghețari, în Skaftafell, poalele versanților sunt acoperite cu păduri de mesteacăn, printre care se găsesc tufișuri răzlețe de scoruș de munte (Sorbus aucuparia). În pădurea Bæjarstaðarskógur, mestecenii cresc mai înalți decât în majoritatea locurilor din Islanda. Clopoțelul albăstrui (Campanula rotundifolia), Clopoțelul buchețel (Campanula glomerata), saxifraga galbenă de munte (Saxifraga aizoides) și saxifraga alpină (Saxifraga nivalis), toate caracteristice estului Islandei, pot fi găsite peste tot în Skaftafell.
În parcul național au fost înregistrate 344 de specii de plante vasculare. Șapte dintre acestea sunt înscrise în Lista roșie a Islandei: două specii de ferigă (Asplenium trichomanes și Asplenium viride), limba șarpelui (Ophioglossum azoricum), o specie de orhidee (Neottia ovata), dalacul (Paris quadrifolia), o specie de Cariofilacee (Sagina caespitosa) și o specie de limba cucului (Botrychium simplex var. tenebrosum):130.

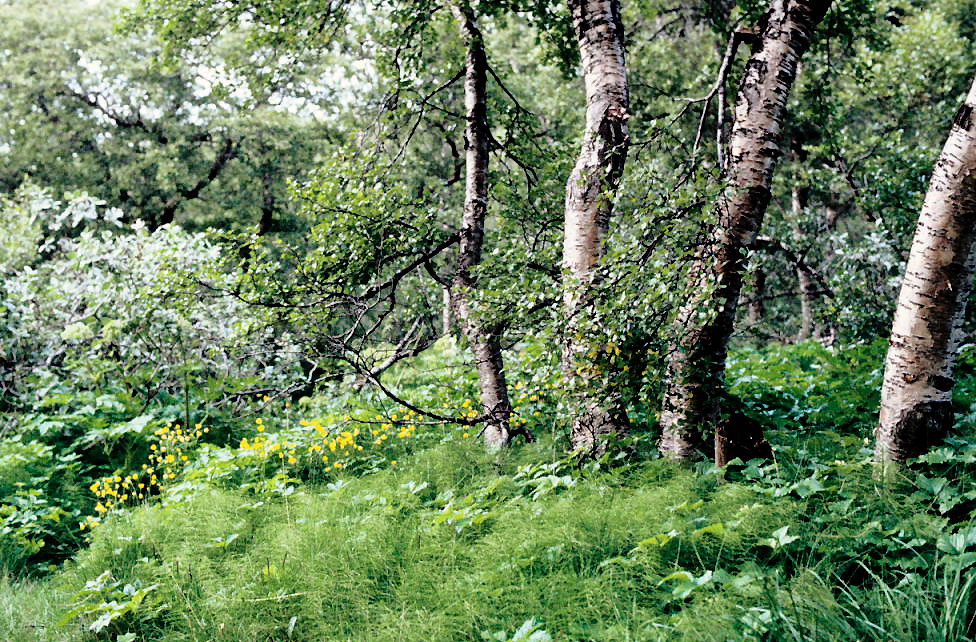
Pădure de mesteacăn (Betula pubescens)
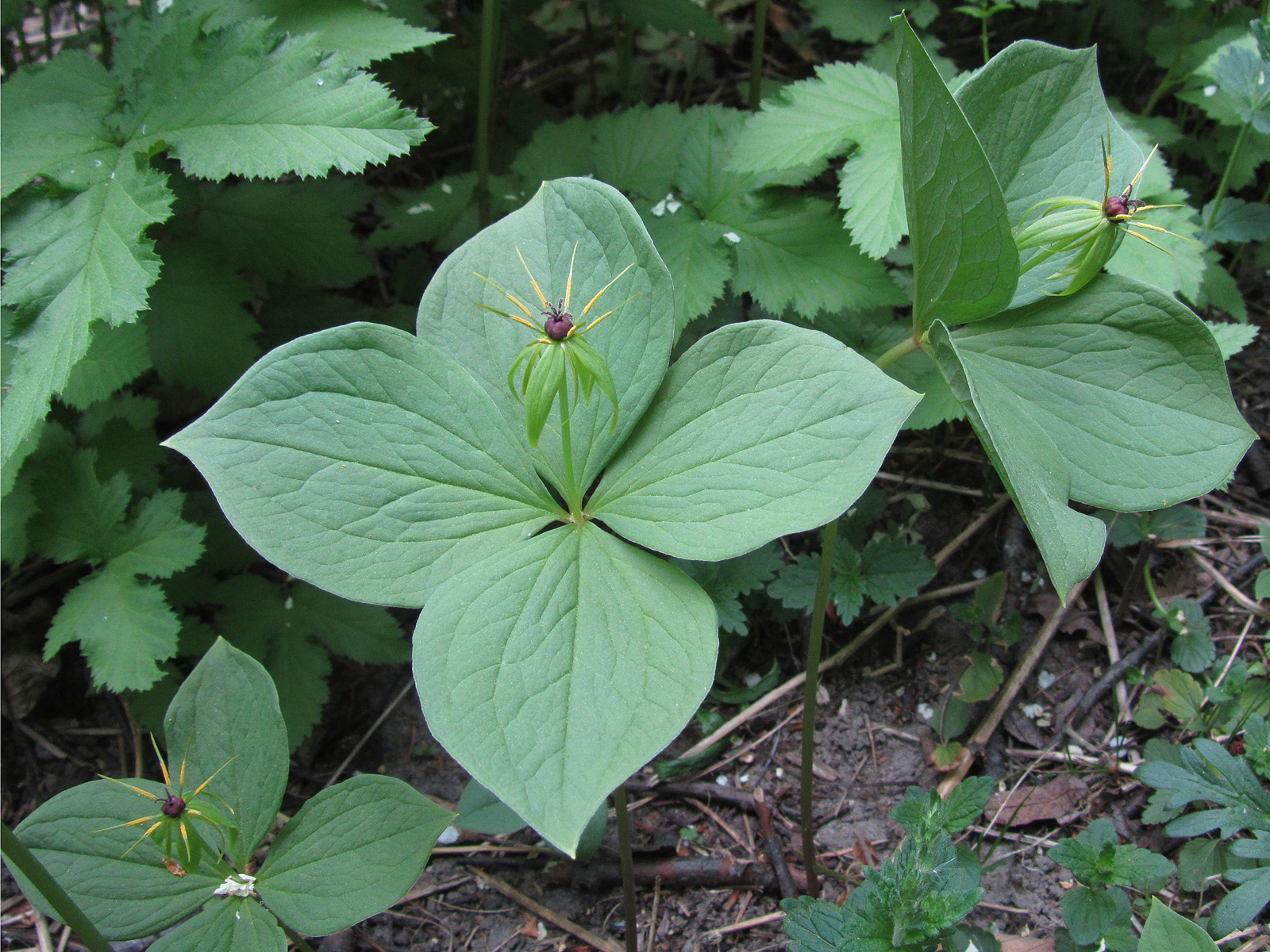
Dalac (Paris quadrifolia)
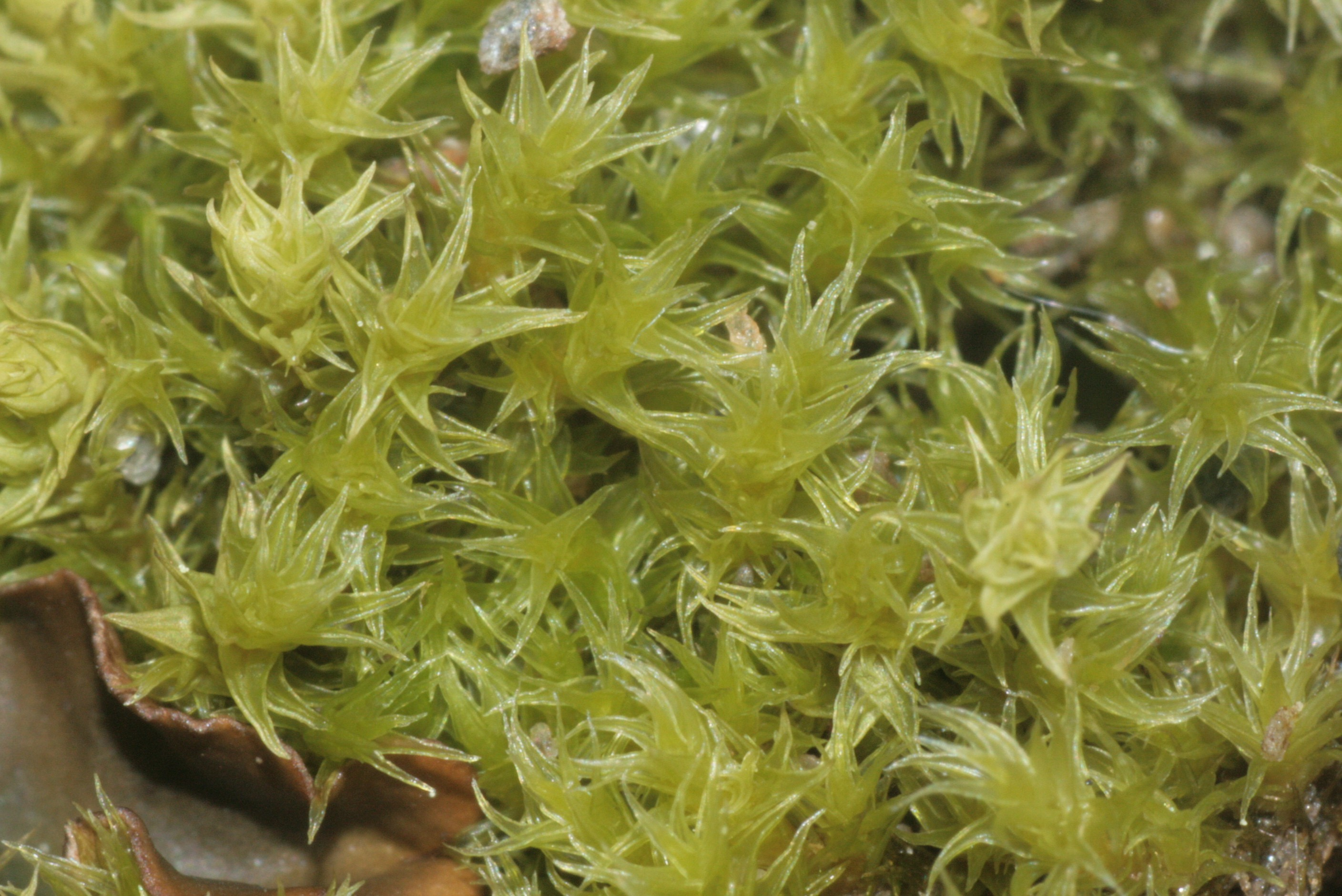
Mușchi de lavă (Niphotrichum ericoides)
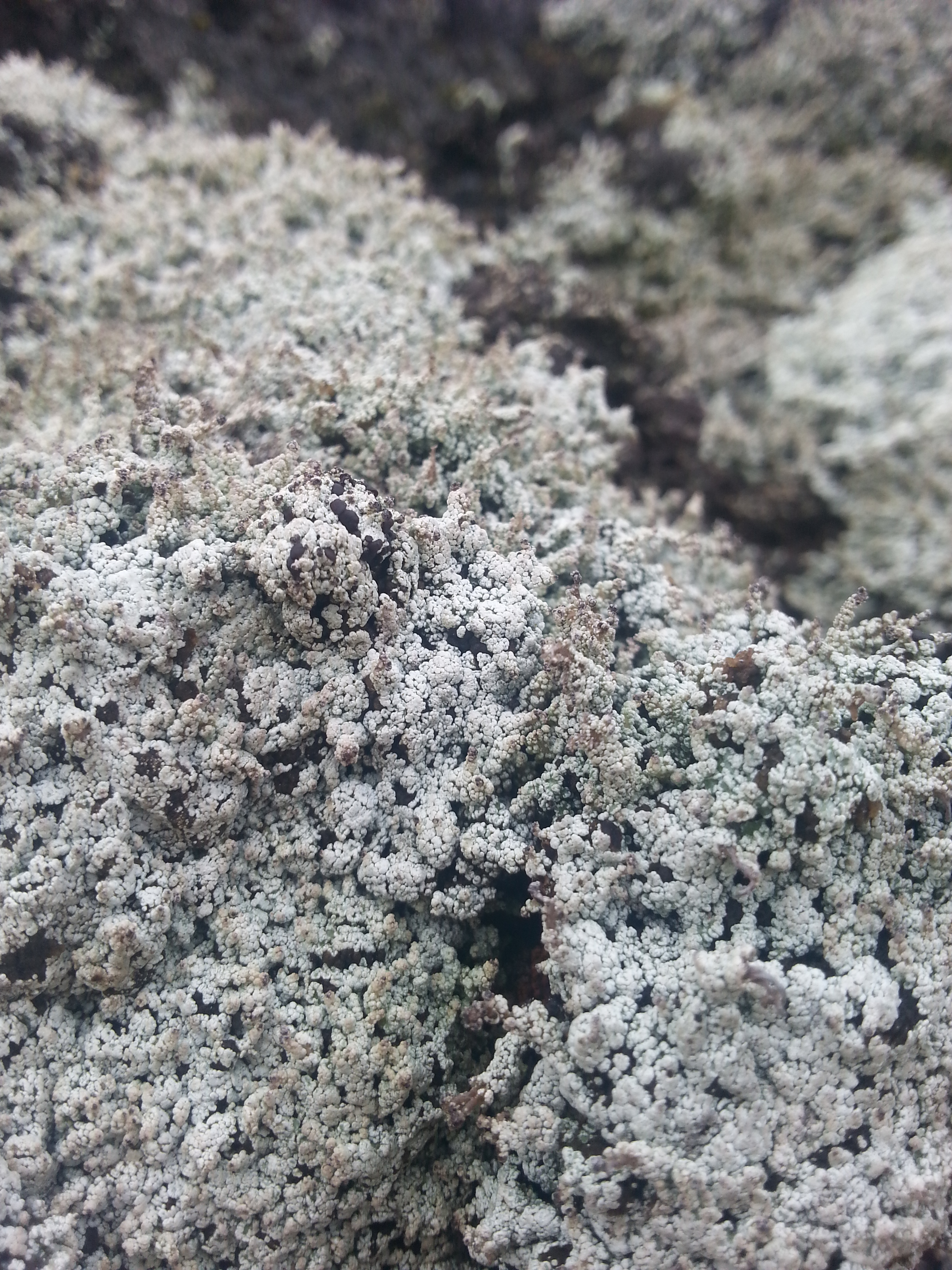
Mușchi de lavă (Stereocaulon vesuvianum)
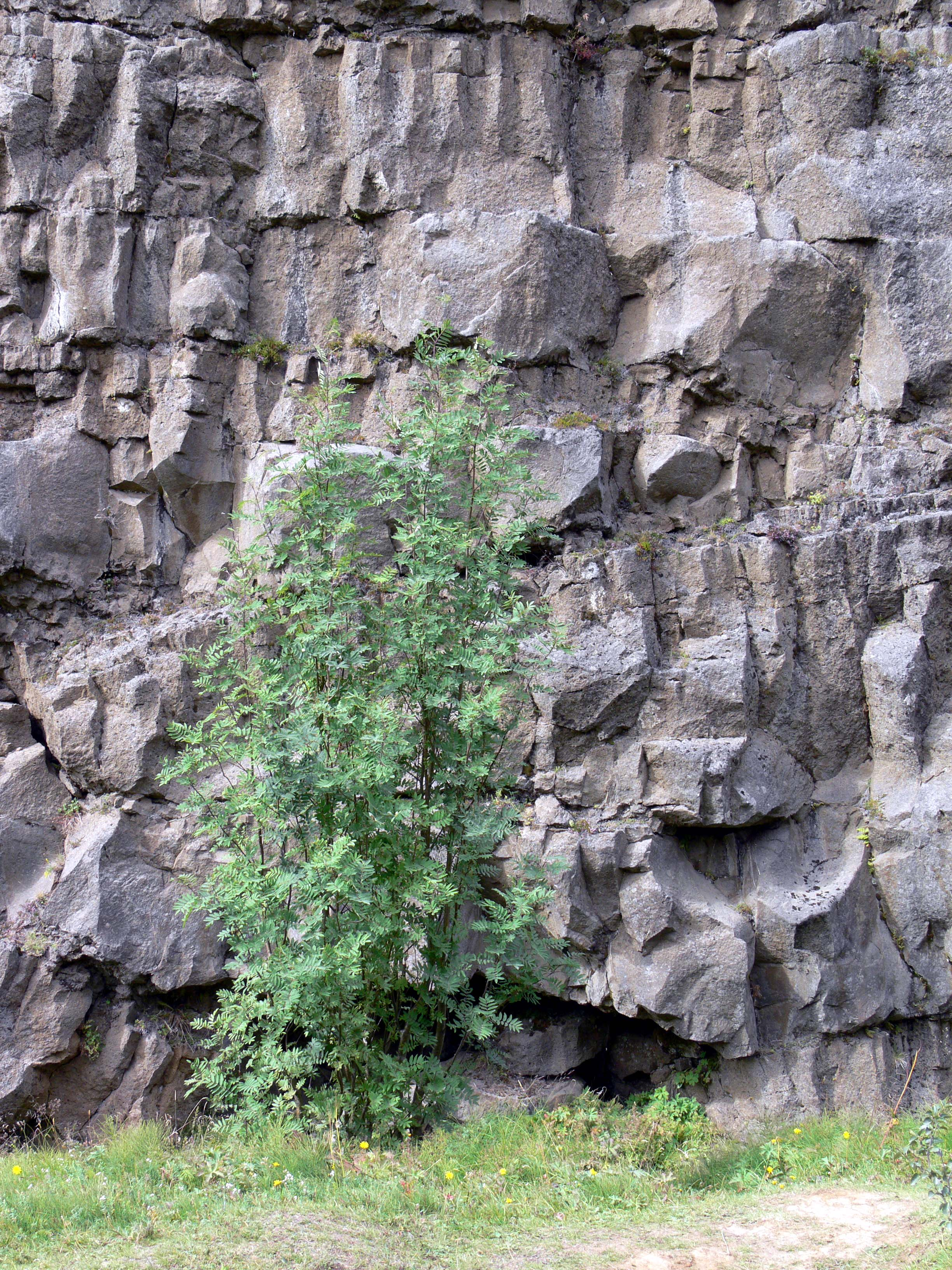
Scoruș de munte (Sorbus aucuparia)
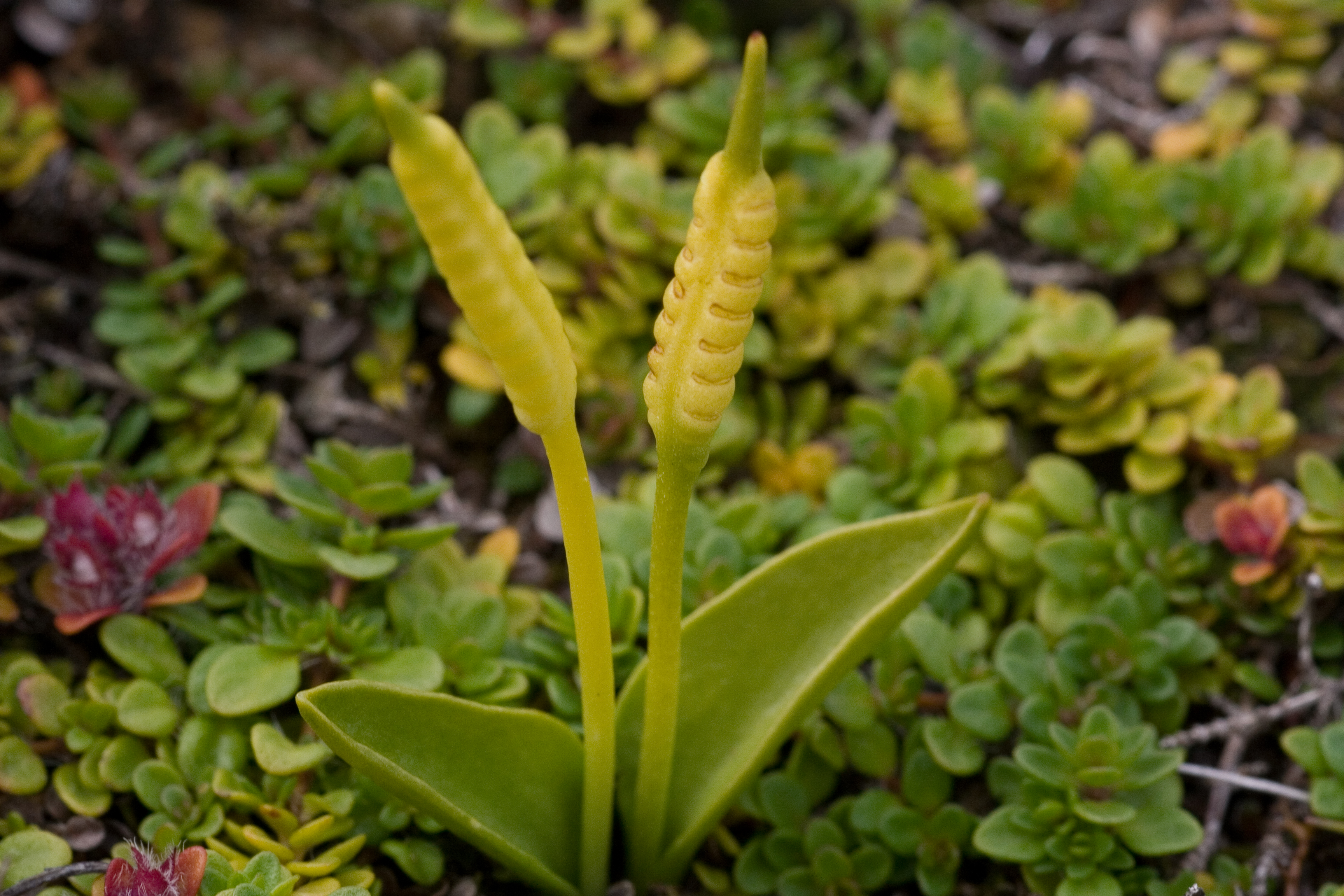
Limba șarpelui
(Ophioglossum azoricum)

### Faună
Fauna reflectă natura vegetației, avifauna constituind cea mai vizibilă faună sălbatică din Islanda. Un total de 75 de specii de păsări cuibăresc regulat în Islanda și în zona de sud a Vatnajökull. Zona Snæfellsöræfi, la marginea de nord-est a parcului național, atrage un număr mare de gâște cu picioare roz (Anser brachyrhynchus) care își depun ouăle acolo, iar Eyjabakkar, un sit Ramsar recunoscut la nivel internațional, este una dintre cele mai importante zone pe care le populează. O concentrație relativ mare de șoimi islandezi (Falco rusticolus) cuibărește în canionul Jökulsárgljúfur și în împrejurimi, vânând în zona muntelui Snæfell. Prada lor preferată este potârnichea albă (Lagopus muta), dar și culicul mic (Numenius phaeopus), papagalul de mare (Fratercula arctica) și rața fluierătoare (Anas penelope):145. Skeiðarársandur și Breiðamerkursandur sunt zone importante de cuibărit pentru lupul de mare arctic (Stercorarius parasiticus), notatița cu cioc lat (Phalaropus fulicarius) și gâsca călugăriță (Branta leucopsis):137-138.

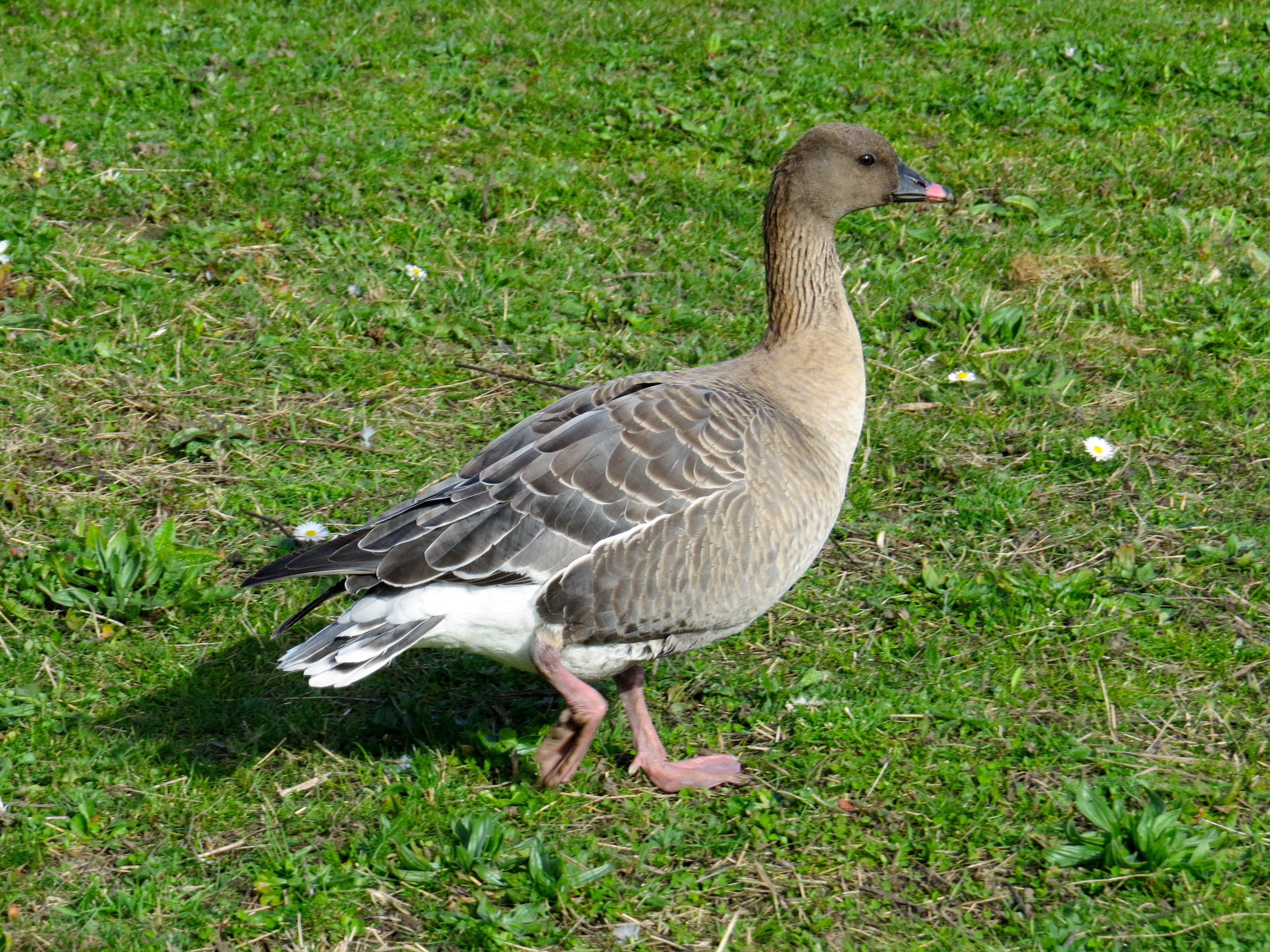
Gâscă cu picioare roz (Anser brachyrhynchus)
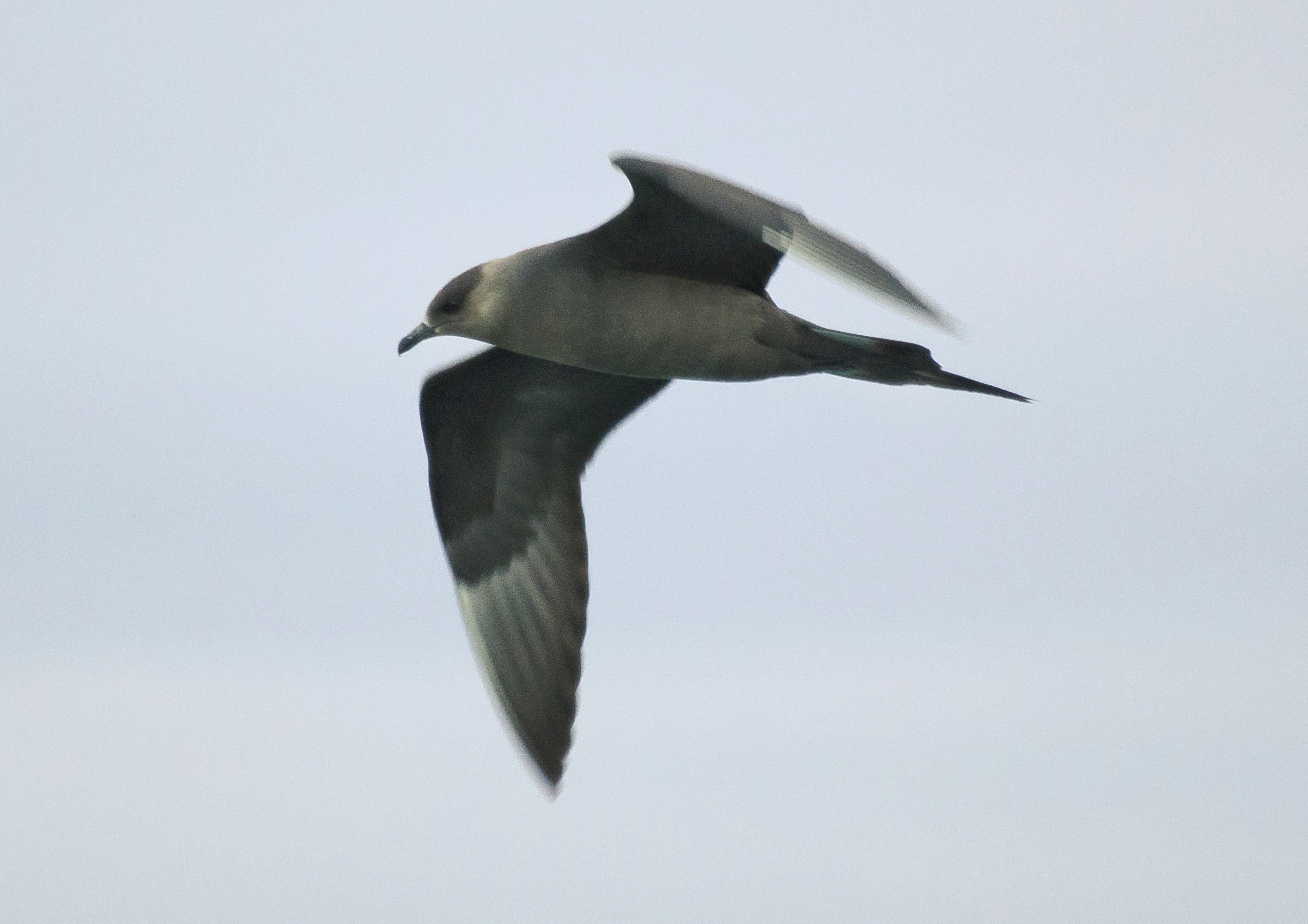
Lup de mare arctic (Stercorarius parasiticus)
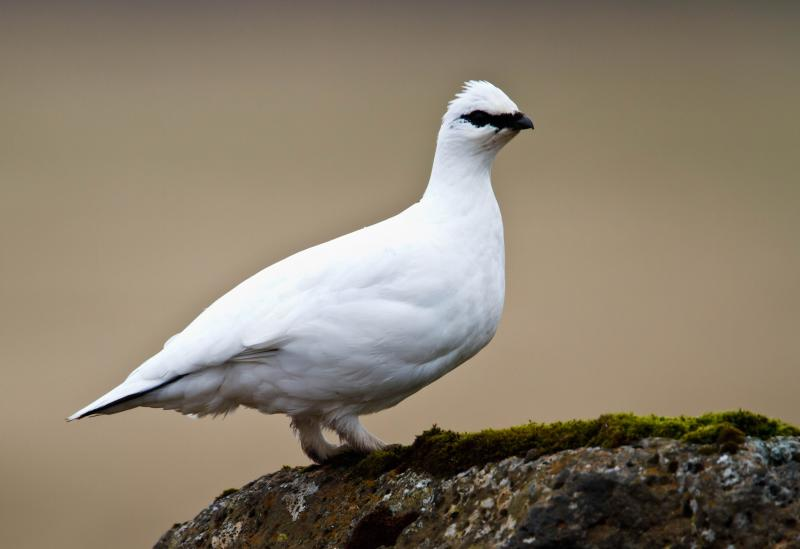
Potârniche albă (Lagopus muta)
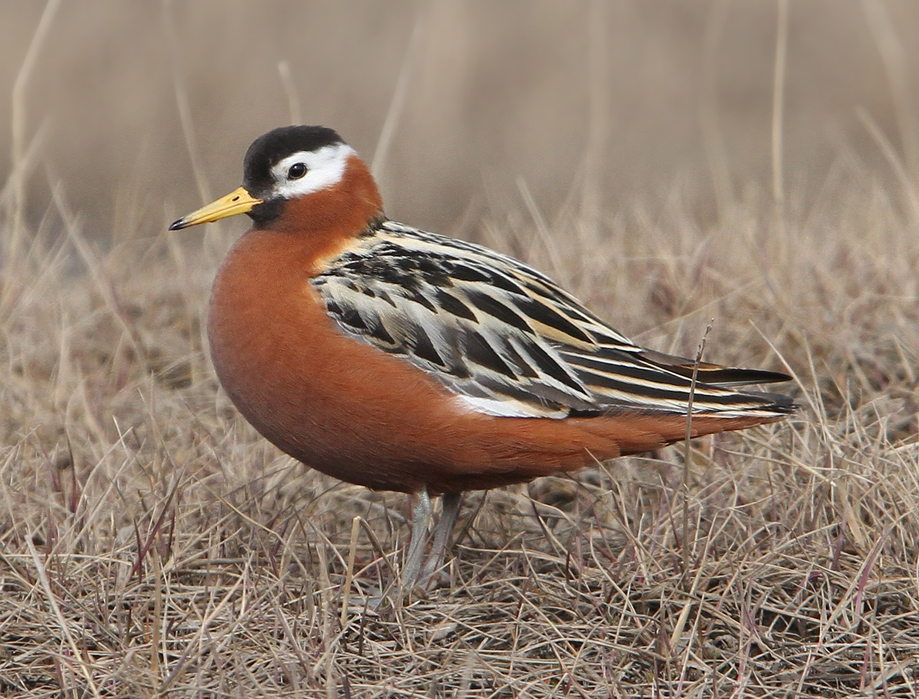
Notatiță cu cioc lat (Phalaropus fulicarius)
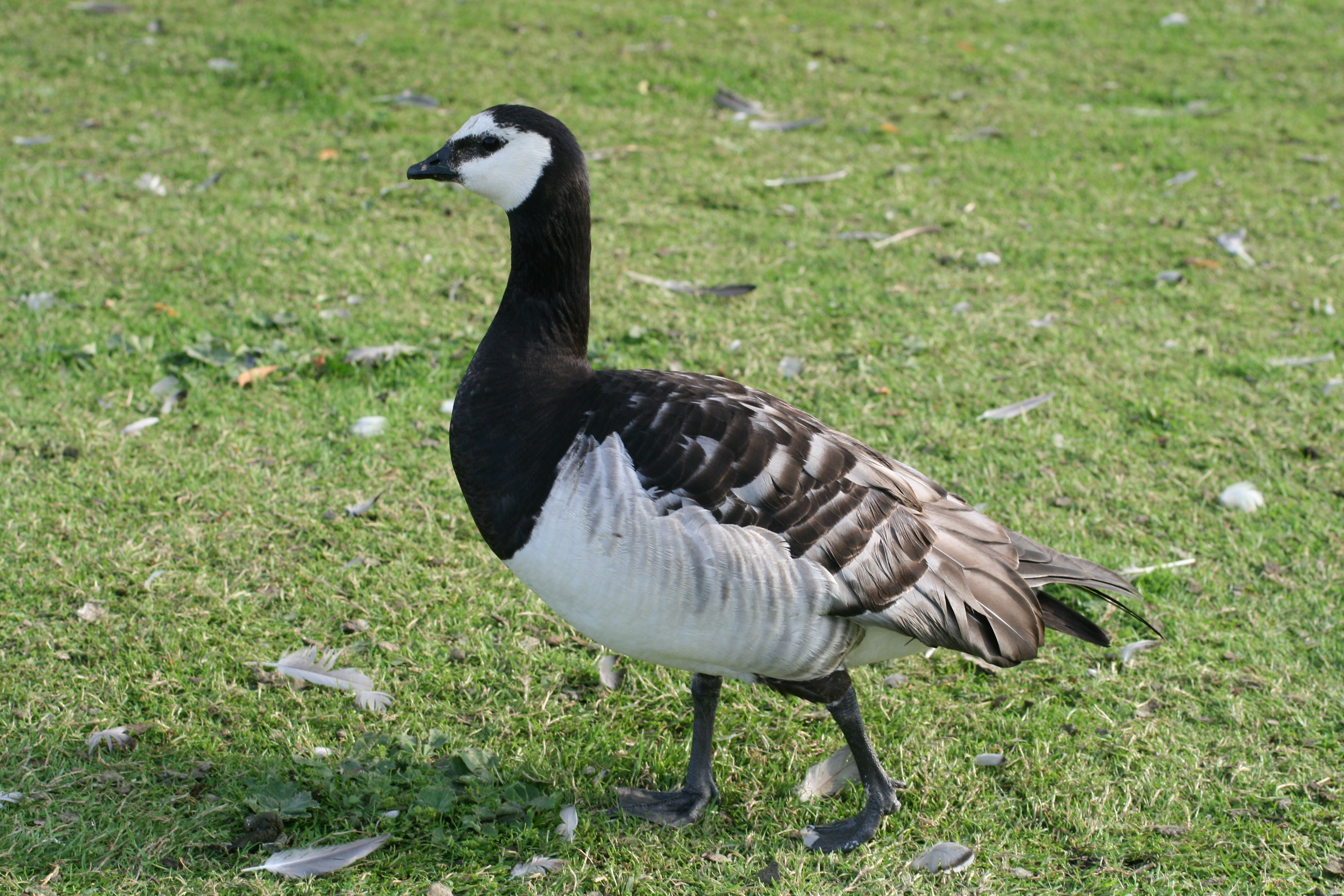
Gâscă călugăriță
(Branta leucopsis)

La baza zonei montane din marginea sud-estică a parcului național se află habitatul celei mai mari specii de gândaci din țară, Carabus problematicus. În Snæfellsöræfi există aproximativ 2.000 de reni (Rangifer tarandus) care vara colindă liberi pășunile, iar un număr mare dintre ei iernează în zonele joase de la marginea de sud-est a parcului național:137.
Râurile și lacurile găzduiesc specii locale de Salvenilus (Salvelinus faroensis, Salvelinus murta, Salvelinus thingvallensis, Salvelinus salvelinoinsularis) și păstrăvi (Salmo trutta), dintre care unele au fost izolate în zonă la sfârșitul erei glaciare. Începând cu anii 2000, s-a acordat o atenție sporită apelor subterane și faunei de izvor din zona neovulcanică, în urma descoperirii a două specii de amfipode endemice de apă subterană:138.
Vulpea polară (Alopex lagopus) este singurul mamifer nativ din Islanda:142. Urșii polari (Ursus maritimus) ajung ocazional în Islanda pe aisberguri, dar nu au colonizat niciodată insula. Printre mamiferele introduse se numără șoarecele de pădure (Apodemus sylvaticus), singura rozătoare găsită în sălbăticie în Islanda:143 și renul (Rangifer tarandus), introdus în secolul al XVIII-lea. Vizonul (Mustela vison) se găsește în zonele de câmpie, fiind inițial introdus în anii 1930 în crescătorii, pentru blană. Șobolanul cenușiu (Rattus norwegicus) și șoarecele de casă (Mus musculus) pot fi întâlniți în apropierea zonelor locuite, ambele specii fiind probabil introduse accidental spre sfârșitul secolului al XVIII-lea:137.

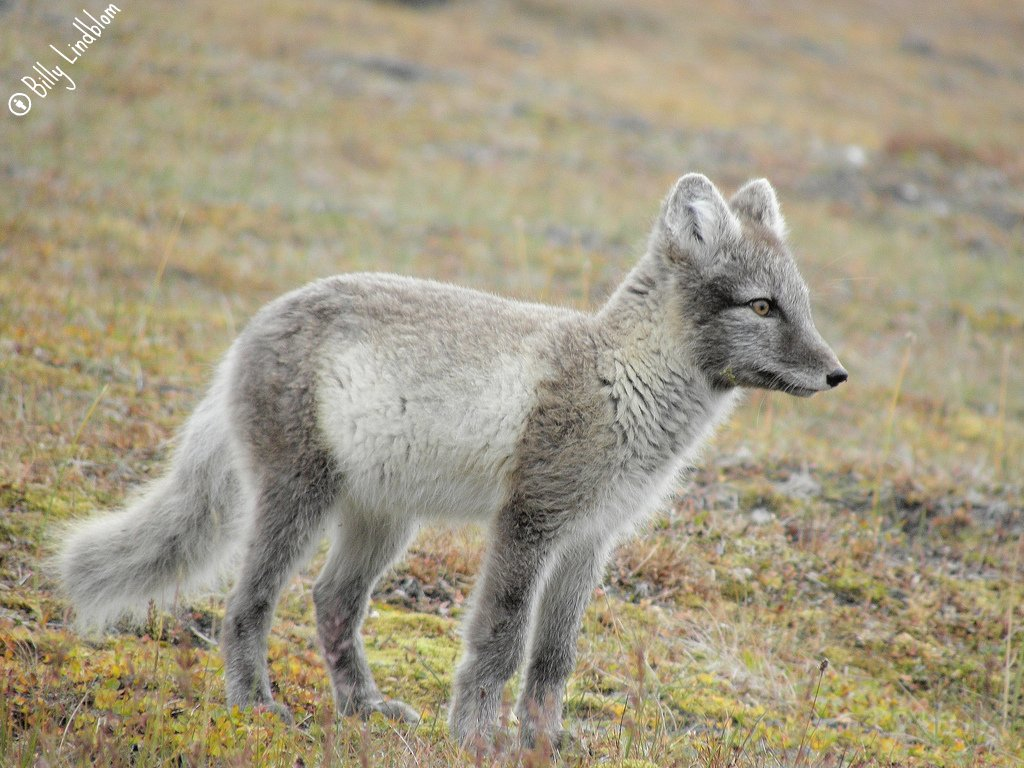
Vulpe polară (Alopex lagopus)
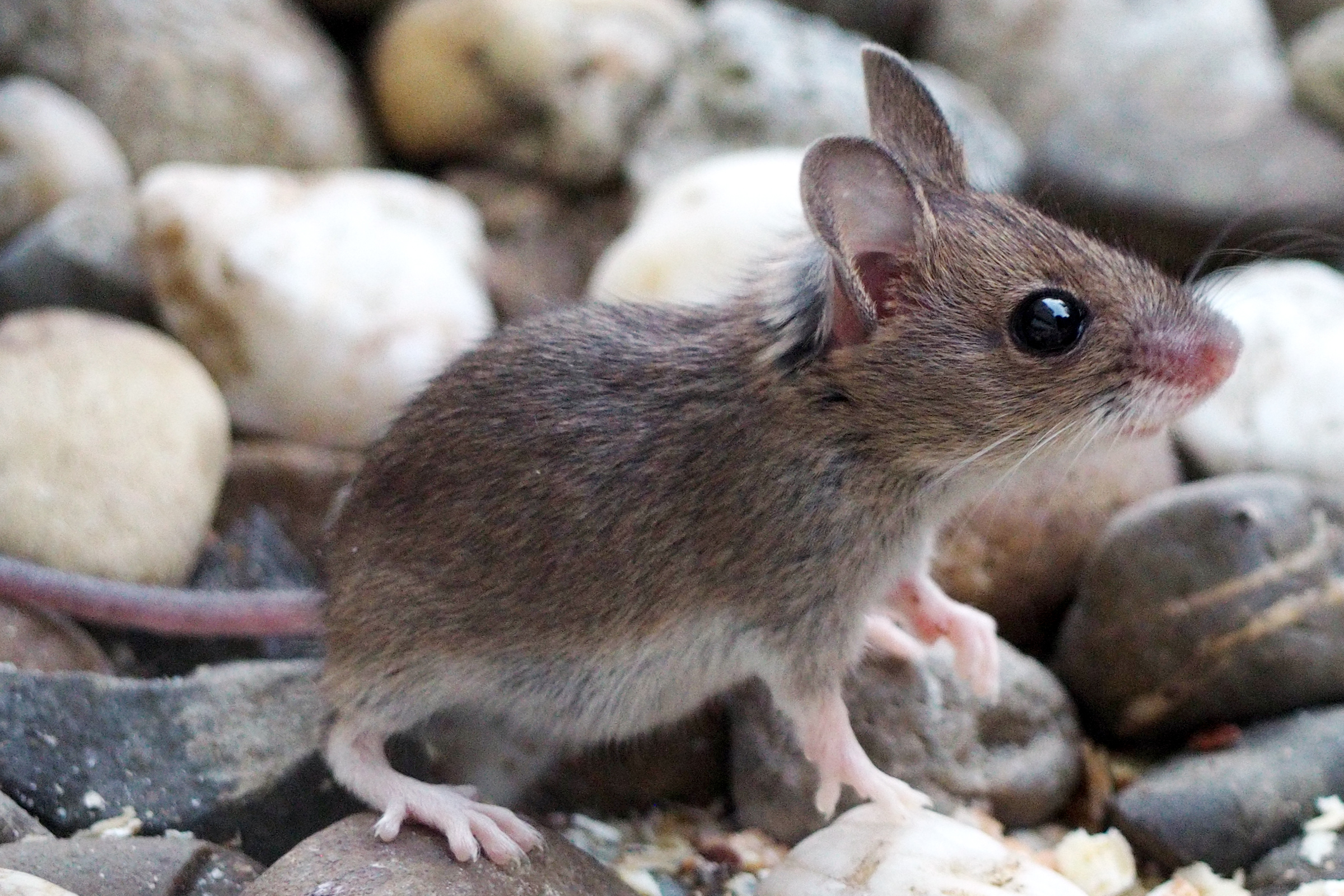
Șoarece de pădure (Apodemus sylvaticus)
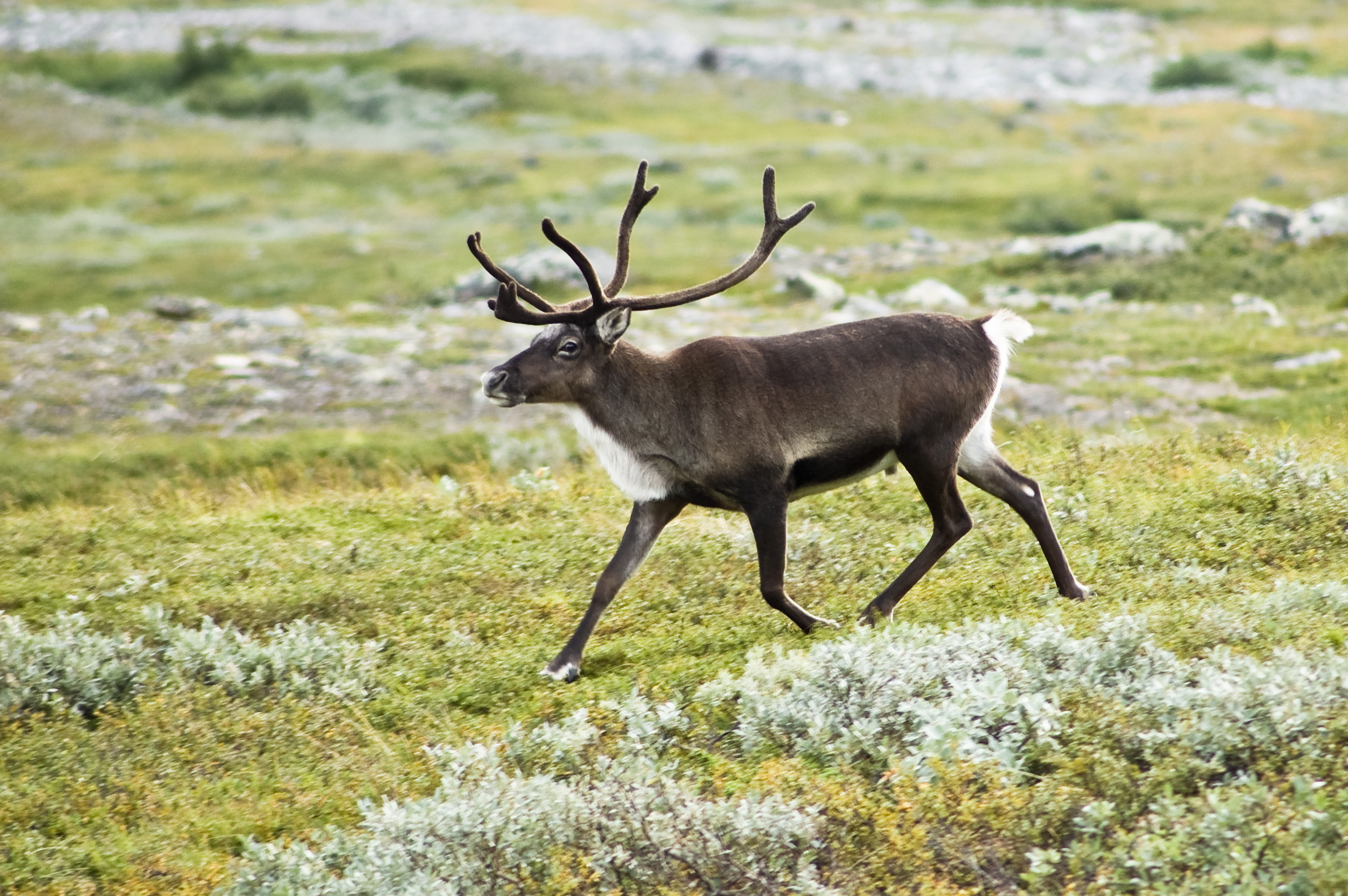
Ren (Rangifer tarandus)
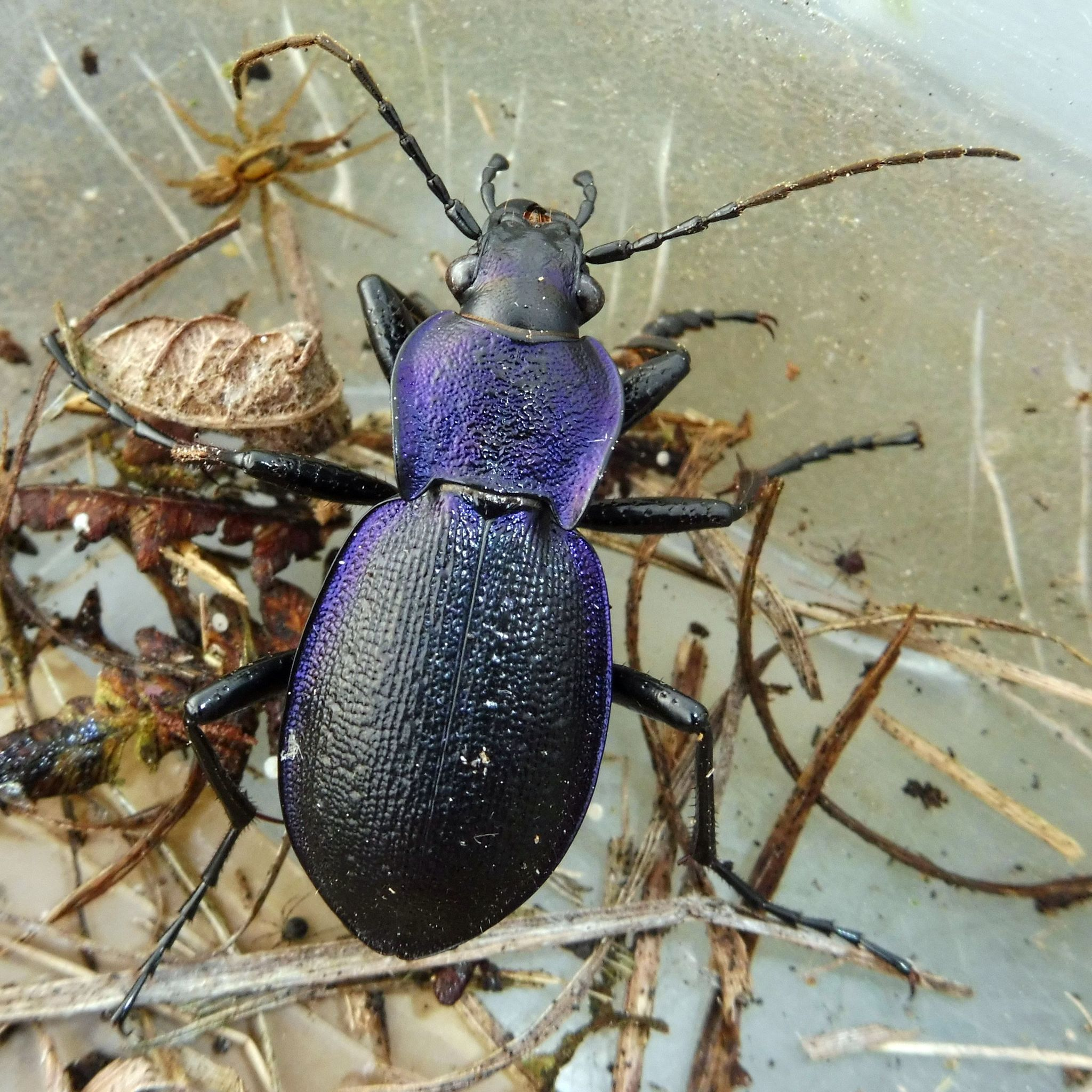
Carabus violet (Carabus problematicus)
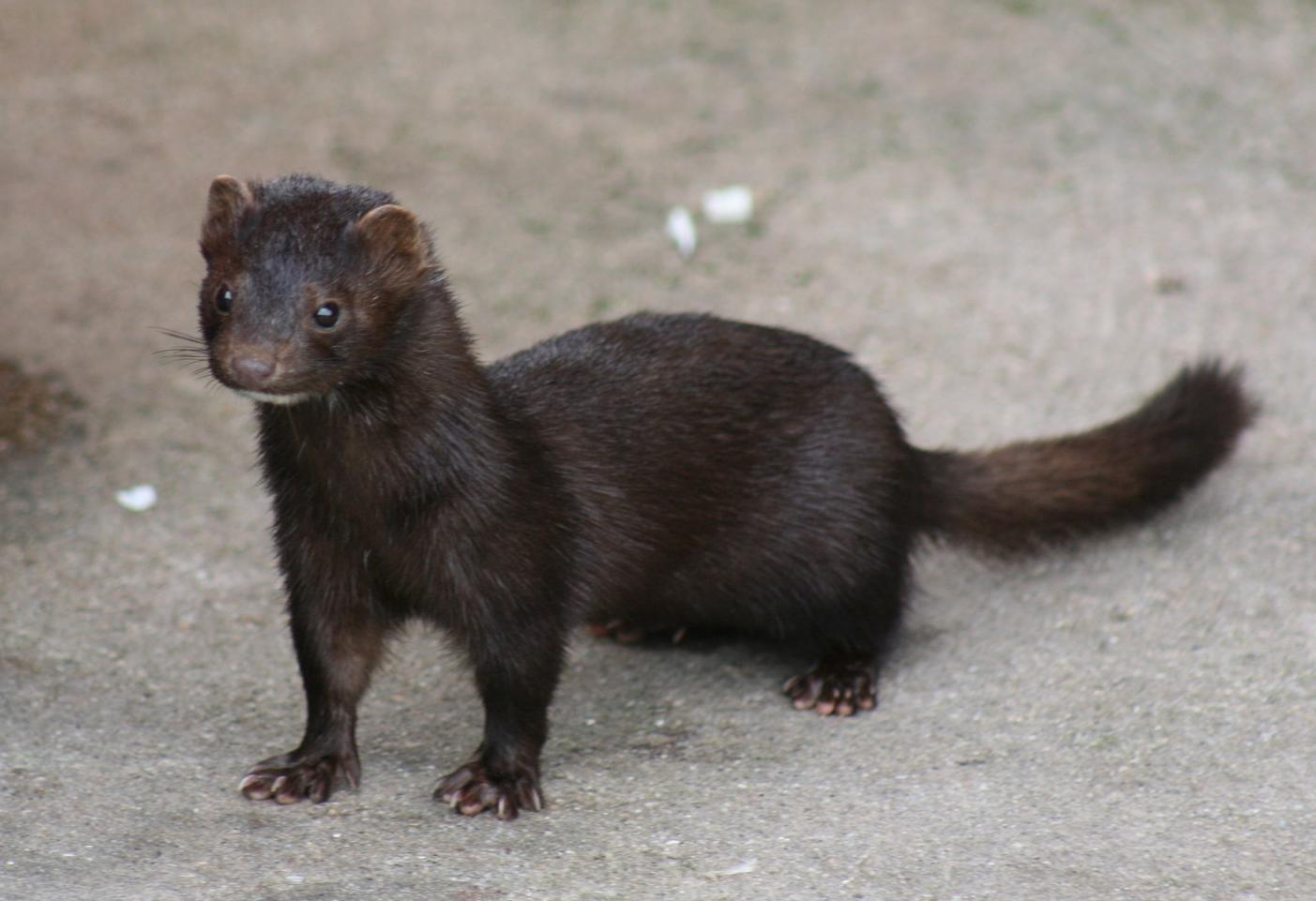
Vizon
(Mustela vison)

## Turism
Ascensiunea celui mai înalt punct din Islanda nu este o provocare din punct de vedere tehnic, dar există un număr mare de crevase care trebuie depășite, ghețarii coborând până la nivelul mării. Există două trasee principale, ambele cu o diferență de nivel de aproximativ 6.600 metri și necesitând o zi întreagă pentru a fi parcurse. Ambele încep pe partea vestică a vârfului. Traseul Hryggjaleið de la ghețarul Virkisjökull este folosit doar până la jumătatea lunii iulie și este apoi închis din cauza crevaselor și suprafeței înghețate. 
Traseul Sandfellsleið, mai popular, începe puțin mai spre sud și este deschis aproape tot timpul anului. Traseul necesită aproximativ 12 ore (8 ore pentru urcare și 4 ore pentru coborâre). Chiar dacă traseul nu este deosebit de dificil din punct de vedere tehnic, o ascensiune pe Hvannadalshnúkur nu poate fi considerată facilă. Vremea pe ghețar poate deveni deosebit de potrivnică și complet opusă celei de la altitudini mai joase. Traseul străbate terenuri variate, inclusiv ghețari, morene și stânci abrupte. Deși este bine marcată iar unele secțiuni sunt mai puțin abrupte, ruta este solicitantă și nerecomandată alpiniștilor neexperimentați.

Parcul Național Vatnajökull - „Dynamic Nature of Fire and Ice”

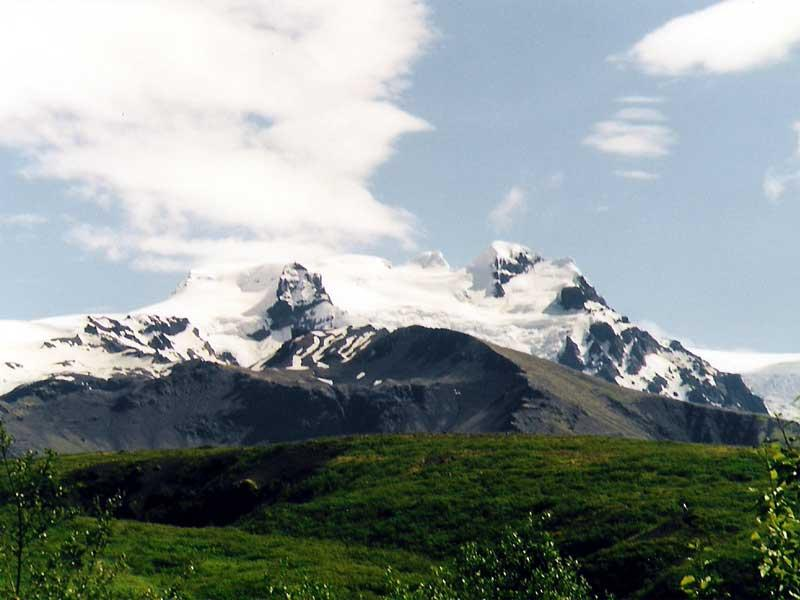
Vârful Hvannadalshnúkur
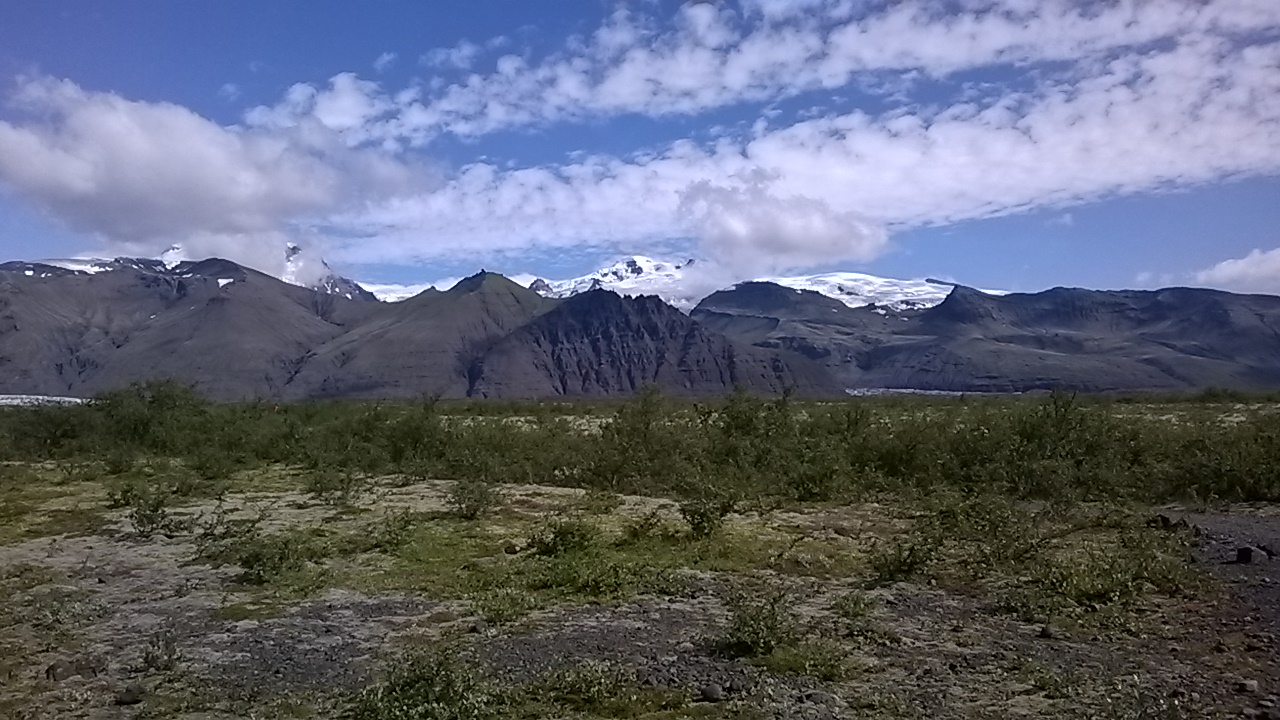
Câmpia Skaftafell
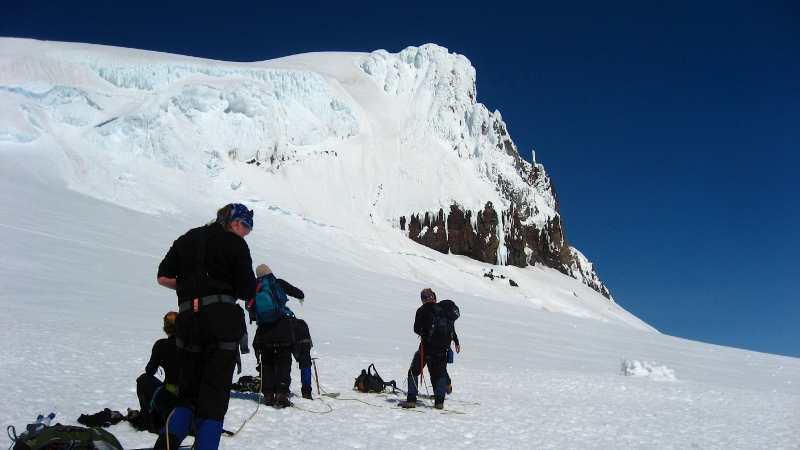
Ascensiune pe vârful Hvannadalshnjúkur
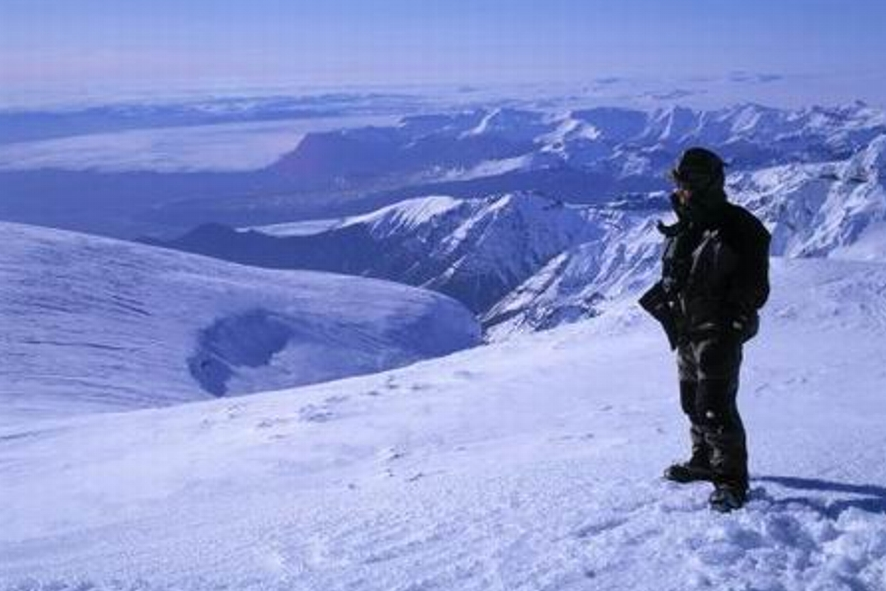
Calota glaciară Vatnajökull
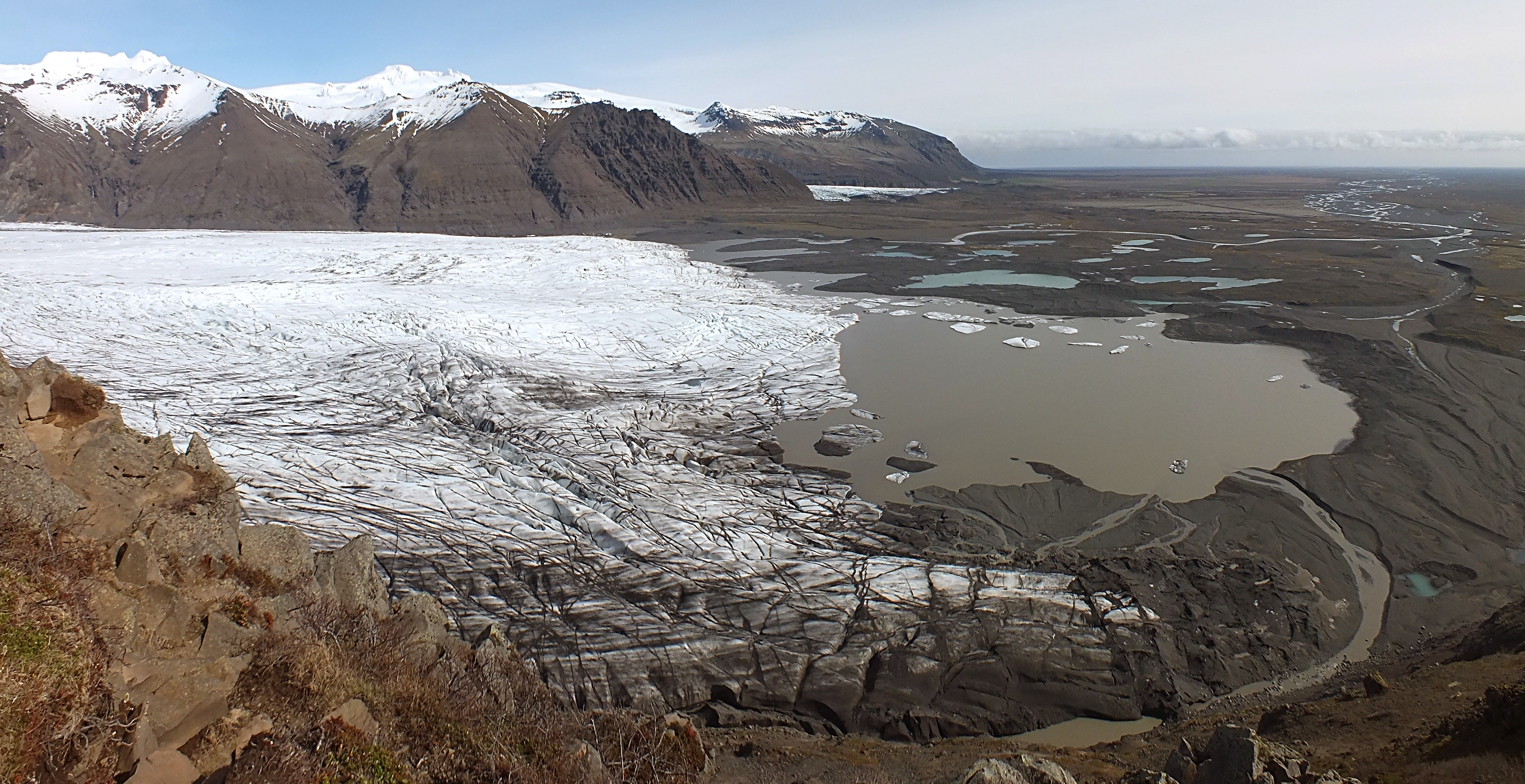
Ghețarul Skaftafell